# L'analisi della bellezza
L'analisi della bellezza (The Analysis of Beauty) è un libro scritto da William Hogarth (pittore e scrittore inglese del XVIII secolo) e pubblicato nel 1753, in cui l'autore espone le sue teorie sulla bellezza e sulla grazia visiva in modo accessibile all'uomo comune del suo tempo.
In primo piano tra le sue idee di bellezza era la teoria della linea della bellezza (Line of Beauty), una linea curva a forma di S che suscita l'attenzione dell'osservatore ed evoca il senso della vivacità e del movimento. Il testo costituì il fulcro intellettuale di quello che lo storico Ernst Gombrich chiamò la "campagna feroce contro il gusto della moda" di Hogarth, e che Hogarth stesso definiva la sua "guerra contro i Connoisseurs"
.

## I sei principi del bello
Nell'analisi del bello Hogarth implementa sei principi che incidono in maniera indipendente sul concetto di bellezza, senza chiarire però la loro specifica influenza.
- Fitness. La qualità di essere la forma necessaria relativamente alle altre forme. Non è di per sé una fonte di bellezza, ma è una causa materiale di essa. Anche se l'influenza della forma di un oggetto è limitata sul totale della bellezza, la forma è indispensabile come causa del bello. La forma non implica necessariamente un fine o uno scopo, tuttavia forme non conformi non possono essere fonte di bellezza. È in questo che deve essere considerata la necessità di forma: se l'oggetto non ha una forma, esso non può essere considerato bello.
- Variety. La varietà è la fonte della bellezza che Hogarth mostra come nozione contraria alla nozione di "uguaglianza", cioè la mancanza di varietà che offende i sensi. Come l'orecchio è offeso da una nota continua, così l'occhio quando è fisso su di un punto o su una parete. Al contrario, i nostri sensi trovano sollievo nello scoprire le uguaglianze ed una certa quantità di "identità" all'interno di una esperienza variabile.
- Regularity. La regolarità dell'oggetto è intesa come una forma di varietà composta. L'oggetto ci piace solo quando è conforme al primo principio della forma: fitness.
- Simplicity. La semplicità esalta il piacere della varietà in quanto soddisfa l'occhio. La varietà che provoca l'esperienza del bello deve essere temperata dalla semplicità. D'altra parte la semplicità senza varietà, nella migliore delle ipotesi, non dispiace.
- Intricacy. La complessità è uno strano principio che non deriva direttamente dalle caratteristiche formali di un oggetto bello. Hogarth intende definire il piacere nel gioco della ricerca e della scoperta continua, la capacità di scoprire, poco a poco, la bellezza di un oggetto. La complessità deriva dall'amore per questa ricerca. Ogni difficoltà nel comprendere o di afferrare l'oggetto migliora il piacere di riuscirci, per poter continuare l'inseguimento di nuove scoperte. C'è un collegamento diretto con il concetto di Line of Beauty, cioè con la linea della bellezza di Hogarth, per come ogni immagine successiva viene costruita. Anche se il movimento dei nostri occhi è limitato, il movimento del nostro "occhio mentale" segue un duplice percorso della linea, un raggio di luce primario in movimento lungo la linea della vista. Il movimento continuo del nostro "occhio mentale" innesca la nozione di complessità.
- Quantity. La quantità, infine, è associata al concetto di sublime, che, quando Hogarth scrive, non era ancora del tutto distinto dalla emozione suscitata dal bello. Hogarth quindi non parla di sublime ma di grandezza. Egli riconosce che un oggetto grande può avere un effetto estetico su chi guarda, senza la necessità di una forma precisa (in fitting), ma la quantità non deve essere esagerata per non condurre a situazioni assurde.